# Blanche et Marie
Blanche et Marie is een Franse film van Jacques Renard uit 1985.
Het scenario van de film is van Sophie Goupil en Jacques Renard. De muziek is van François Bréant. De speelduur van de film is 92 minuten.

## Verhaal
Het verhaal speelt zich af in een stadje in Noord-Frankrijk in 1941. Blanche heeft drie kinderen en maakt zich zorgen over haar man Victor, die dikwijls 's nachts weg is, omdat hij lid is van het verzet.

## Rolverdeling
| Acteur            | Personage |
| ----------------- | --------- |
| Miou-Miou         | Blanche   |
| Sandrine Bonnaire | Marie     |
| Gérard Klein      | Victor    |
| Patrick Chesnais  | Germinal  |
| Maria Casarès     |           |